# Umeå kommunvapen

Umeå kommunvapen visar tre renhuvuden, en trefaldigad heraldisk förkortning av Västerbottens landskapsvapen.

Umeå kommunvapen är samma vapen som tidigare gällde för Umeå stad. Bara en mindre ändring gjordes när vapnet registrerades för Umeå kommun. Renarna är hämtade från Västerbottens landskapsvapen.

## Blasonering
Blasonering: I blått fält tre avskurna renhuvuden av silver, ställda två över ett, med hornkrona och tunga röda.
Den äldre blasoneringen för samma vapen, som gällde för staden: I blått fält tre avskurna renhuvuden av silver, ordnade två och ett, och med röd beväring, därest dylik skall komma till användning.

## Bakgrund
I ett riksdagsprotokoll 1640 antecknades att Umeå, som hade blivit stad 1622, saknade signet. Två år senare hade staden emellertid skaffat ett sigill med tre renhuvuden, och detta fastställdes också formellt genom kungligt brev 1646. Renhuvudena har dock inte alltid varit ordnade två över ett, men när den som vapen redan brukade bilden skulle fastställas på 1900-talet, bestämdes att de skulle ha den ordningen. Det brukar passa bäst i ett heraldiskt vapens sköldform. Vapnet fastställdes således av Kungl. Maj:t (regeringen) med nuvarande utseende den 30 december 1947.
När den nuvarande Umeå kommun var färdigbildad 1974 valde man att fortsätta använda stadens vapen och det registrerades 1979 hos Patent- och registreringsverket enligt de nya regler för immaterialrättsligt skydd av svenska kommunvapen som då hade börjat gälla. Av de vapen som fanns i de sammanfogade äldre kommunerna var stadsvapnet äldst och det stod också för den namngivande enheten. Blasoneringen moderniserades något inför registreringen, med den enda sakliga skillnaden gentemot tidigare att man numera inte längre skall avstå från att ge beväringen röd tinktur ens om man skulle vilja göra det.

## Vapen för tidigare kommuner inom den nuvarande kommunen
De vapen som gällde för nedanstående kommuner upphörde när de sammanlades med Umeå.

### Holmsund
Holmsunds köpings vapen fastställdes av Kungl. Maj:t den 29 juni 1964 med följande blasonering: I blått fält en tvåmastad slätskonare av silver med stående gafflar, utan segel. Holmsund ligger vid Ume älvs mynning och har fungerat som hamn för Umeå med omnejd.

### Hörnefors
Den 21 juli 1948 fastställde Kungl. Maj:t Hörnefors landskommuns vapen med följande blasonering: I rött fält en bjälke av guld, belagd med två röda kugghjul, åtföljd nedtill av ett järnmärke och upptill av en propeller, allt av guld. Vapnet visar symboler för järnbruk, industri och sjöfart.

### Sävar
För Sävars landskommun fastställde Kungl. Maj:t den 2 december 1960 ett vapen med följande blasonering: I blått fält ett svärd och en sabel i kors, med klingor av silver och fästen av guld. Vapnet erinrar om slaget vid Sävar mellan svenska och ryska trupper 1809 under finska kriget. Ett liknande motiv, från en tid då de svenska positionerna fanns längre österut, återfinns i Karelens landskapsvapen från 1500-talet.

### Umeå landskommun
Umeå landskommuns vapen antogs av kommunen 1957 men fastställdes aldrig av Kungl. Maj:t, varför det inte var juridiskt skyddat. Blasoneringen löd: I blått fält en bjälkvis ställd lax av silver med röd beväring och åtföljd ovan av två och nedan av en fembladig blomma av guld. Fisk och blommor fanns i gamla sigill för Umeå socken och rätten till laxfiske förlänades enligt jordeboken redan 1413. Vapnets tinkturer hämtades från landskapsvapnet. Vapnet komponerades av Svenska Kommunalheraldiska Institutet.

Holmsunds köping (1964-1970) Holmsunds kommun (1971-1973)
Hörnefors landskommun (1948-1970) Hörnefors kommun (1971-1973)
Sävars landskommun (1960-1970) Sävars kommun (1971-1973)
Umeå landskommun (1957-1964)